# 杜静波
杜静波（1929年12月—2010年12月14日），男，河北滦南人，中华人民共和国政治人物，曾任唐山市人民政府市长，唐山市政协主席，第六届全国人大代表。